# Friedrich Wilhelm (Ostfriesland)
Friedrich Wilhelm von Ostfriesland-Rietberg (* 16. September 1650 in Rietberg; † 7. Oktober 1677 vor Straßburg) aus dem Hause Cirksena war von 1660 bis 1677 Graf von Rietberg.

## Leben
Er stammte aus der Nebenlinie Rietberg des Hauses Cirksena. Er war Sohn von Johann IV. und seiner Gemahlin Anna Katharina Gräfin von Salm-Reifferscheid.
Er folgte seinem Vater bereits 1660 nach. Seine Mutter übte für den minderjährigen Sohn die Regentschaft aus. In diese Zeit fällt der Entzug Pfarrrechte für Neuenkirchen vom Kollegiatstift in Wiedenbrück zu Gunsten der Grafen. Auch die Armenstiftung in Rietberg geht auf diese Zeit der vormundschaftlichen Regierung zurück.
Graf Friedrich Wilhelm nahm am Reichskrieg gegen die Franzosen im Rahmen des Holländischen Krieges teil. Er fiel als Rittmeister in der Nähe von Straßburg.
Er wurde in der Gruft der Franziskanerkirche in Rietberg bestattet. Er war nicht verheiratet und hatte keine Kinder, so dass sein Bruder Franz Adolph Wilhelm die Regierung übernahm.